# 科苑街道
科苑街道，是中华人民共和国山東省淄博市张店区下辖的一个乡镇级行政单位。

## 行政区划
科苑街道下辖以下地区：
梅苑社区、瑞苑社区、潘苑社区、欣苑社区、丽景苑社区、泰苑社区、圣隆社区、潘庄社区、五里桥社区、莲池社区、科技苑社区、迎春苑社区、瑞景苑社区和丰苑社区。